# Dinoša
Dinoša (en serbe cyrillique : Диноша; en albanais : Dinosha) est un village de l'est du Monténégro, dans la municipalité de Podgorica.

## Démographie

### Évolution historique de la population
| 1948 | 1953 | 1961 | 1971 | 1981 | 1991 | 2003 |
| ---- | ---- | ---- | ---- | ---- | ---- | ---- |
| 272  | 377  | 457  | 575  | 669  | 570  | 520  |